# 苏长有
苏长有（1925年—1981年），辽宁沈阳人，中华人民共和国政治人物。
担任劳模。东北工业部建设工程公司哈尔滨工程处瓦工班班长。1954年，当选第一届全国人民代表大会代表。